# FutureLearn
FutureLearn es una plataforma de aprendizaje en línea abierta masiva del curso (MOOC) creada en diciembre de 2012. Fue fundada por la universidad abierta en Milton Keynes, Inglaterra. Es la primera plataforma de aprendizaje en línea abierta masiva dirigida por el Reino Unido y, a partir de mayo de 2016, incluye a 83 socios del Reino Unido e internacionales y, a diferencia de las plataformas similares, incluye socios no universitarios como: British Museum, British Council, British Library, la ESA, el BMJ y la Escuela Nacional de Cine y Televisión.

## Historia
FutureLearn fue lanzado con 12 socios universitarios. Los 12 socios fundadores son: la Universidad Abierta, la Universidad de Birmingham, la Universidad de Bristol, la Universidad de Cardiff, la Universidad de East Anglia, la Universidad de Exeter, el King's College de Londres, la Universidad de Lancaster, la Universidad de Leeds, la Universidad de Southampton, la Universidad de St Andrews y la Universidad de Warwick.
El lanzamiento fue descrito como un movimiento para "luchar de nuevo" y proporcionar un espacio para las instituciones del Reino Unido para participar en el espacio MOOC. El CEO de FutureLearn, Simon Nelson, trabajó previamente en la BBC.
- Antes del lanzamiento de FutureLearn, pocas universidades británicas habían realizado cursos en línea. Dos (la Universidad de Edimburgo y la Universidad de Londres) se habían inscrito anteriormente para ofrecer dichos cursos a través de Coursera, mientras que la Open University había estado publicando una variedad de cursos en línea a través de su plataforma OpenLearn desde 2006. Fueron diseñados para el estudio autodirigido en lugar de aprendizaje de cohorte.

## Asociados
Las siguientes universidades del Reino Unido se asocian con FutureLearn (en orden alfabético):
- Universidad de Aberdeen.

- Universidad de Bath.

- Universidad de Birmingham (socio fundador).

- Universidad de Bristol (socio fundador).

- Universidad de Cardiff (socio fundador).

- Universidad de Londres.

- Universidad de Dundee.

- Universidad de Durham.

- Universidad de East Anglia (socio fundador).

- Universidad de Edimburgo.

- Universidad de Exeter (socio fundador).

- Universidad de Glasgow.

- King's College London (socio fundador).

- Universidad de Lancaster (socio fundador).

- Universidad de Leeds (socio fundador).

- Universidad de Leicester.

- Universidad de Liverpool.

- Escuela de Higiene y Medicina Tropical de Londres.

- Universidad de Loughborough.

- Universidad de Mánchester.

- Universidad de Newcastle.

- Universidad de Nottingham.

- Queen's University Belfast.

- La Universidad Abierta (socio fundador).

- Universidad de Reading.

- Royal Holloway, Universidad de Londres.

- Universidad de Sheffield.

- Universidad de Southampton (socio fundador).

- Universidad de St Andrews (socio fundador).

- Universidad de Strathclyde.

- Universidad de Warwick (socio fundador).

- Universidad de York.

Los socios universitarios no británicos incluyen: 
- École nationale de l'aviation civile

- Grenoble École de management

- Institut supérieur de l'aéronautique et de l'espace

- Universidad de Auckland, Nueva Zelanda.

- Universidad de Basilea, Suiza.

- Universidad de Bergen, Noruega.

- Universidad de Ciudad del Cabo, Sudáfrica.

- Universidad Complutense de Madrid, España.

- Universidad de Fudan, China.

- Universidad de Groningen, Países Bajos.

- Universidad de Hanyang.

- Universidad de Keio, Japón.

- Universidad de Los Andes, Colombia.

- Universidad de Monash, Australia.

- Universidad de Oslo, Noruega.

- Université Paris Diderot, Francia.

- Universidad Pompeu Fabra, España.

- Universidad de Tecnología de Queensland.

- Universidad de Shanghái Jiao Tong, China.

- Universidad de Nueva Gales del Sur, Australia.

- Sungkyunkwan University, Corea del Sur.

- Universidad de Tel Aviv, Israel.

- Universidad de Twente, Países Bajos.

- Trinity College Dublín, República de Irlanda.

- Universidad de Uppsala.

- Universidad de Wollongong Australia.

- Yonsei University, Corea del Sur.

- UNSW Australia, Australia.

- University College Dublin, Irlanda.

- RMIT University, Australia.

Además, la Escuela Nacional de Cine y Televisión ofrecerá cursos en el futuro y algunos socios no universitarios pondrán el contenido a disposición a través de FutureLearn: el British Museum, el British Council y la British Library.

## Cursos
Los cursos de FutureLearn abarcan una amplia gama de temas. El primer curso se inauguró el 14 de octubre de 2013. Los primeros cursos disponibles fueron: "Ciencias de la Web: cómo la web está cambiando el mundo" (University of Southampton), "Introducción a los ecosistemas" (The Open University), "Mejorar su imagen: fotografía dental en la práctica" Birmingham), "Causas de la guerra" (King's College London), "El descubrimiento del bosón de Higgs" (Universidad de Edimburgo), "Descubra la odontología" (Universidad de Sheffield), "Los musulmanes en Gran Bretaña: ), "Comienza la programación: construye tu primer juego móvil" (Universidad de Reading) e "Inglaterra en la época del Rey Ricardo III" (Universidad de Leicester). El primer curso lanzado fue "El poder secreto de las marcas", dirigido por el profesor Robert Jones de la Universidad de East Anglia.